# St. Lambert (Adling)

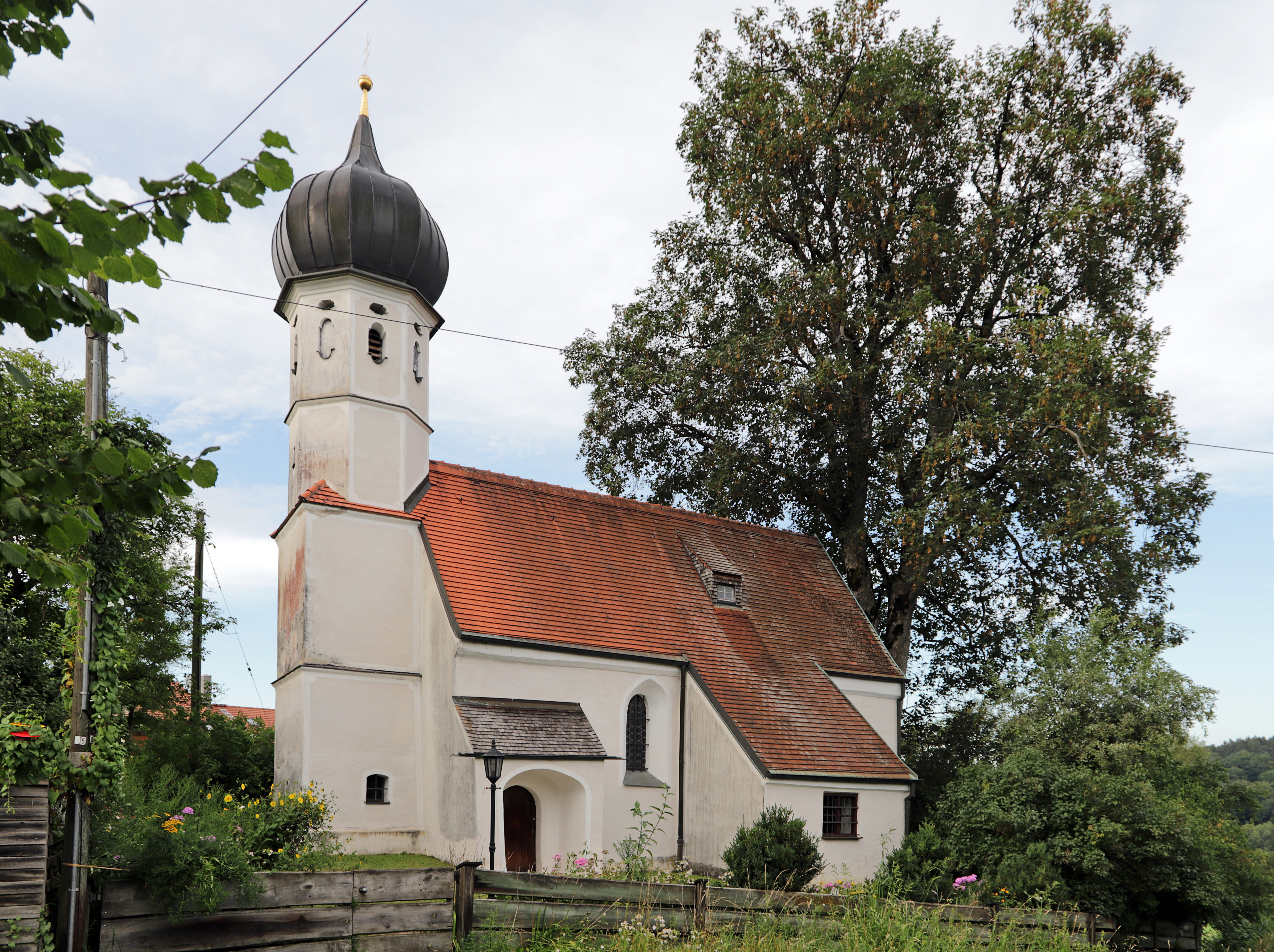
St. Lambert in Adling

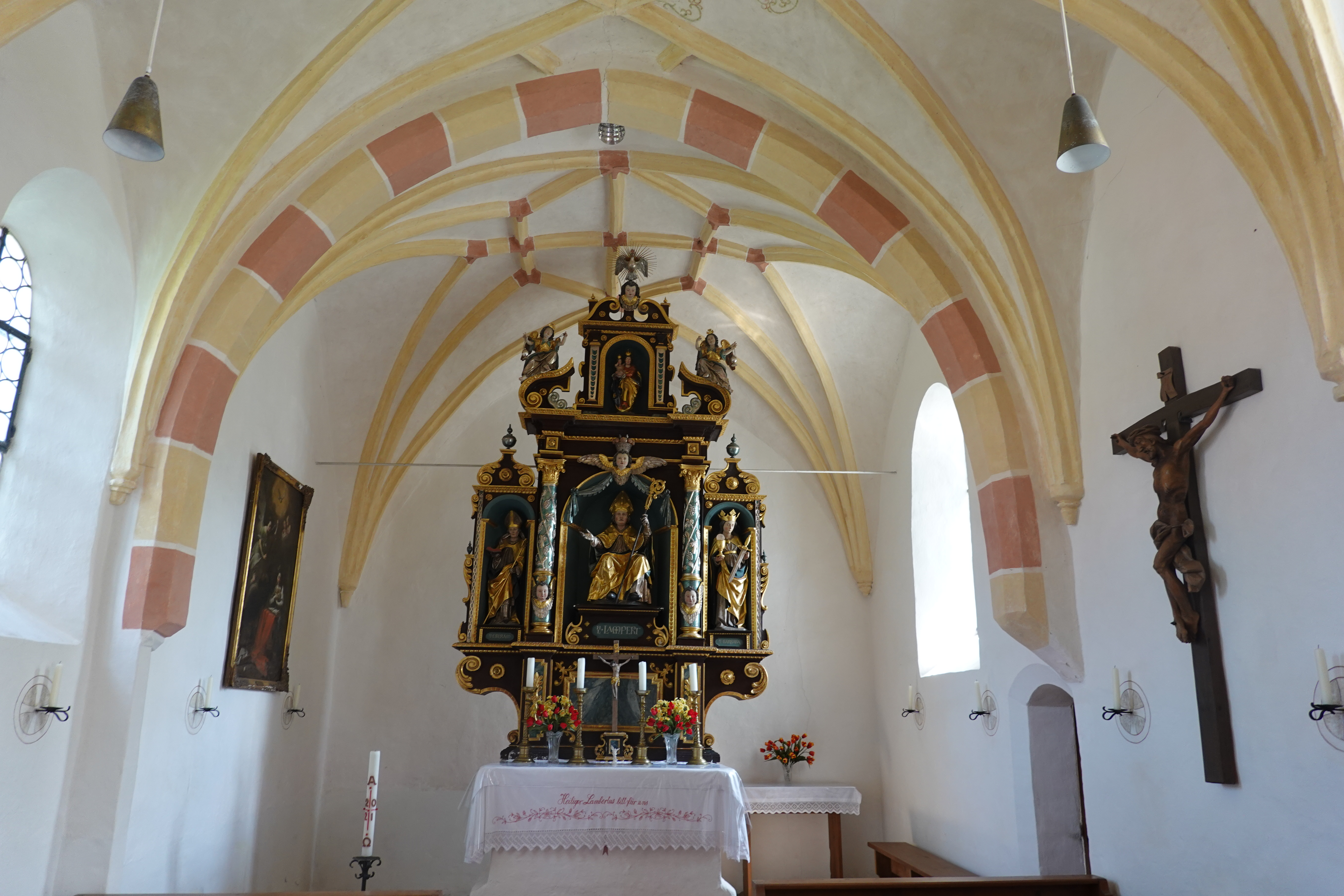
Altarraum

Die römisch-katholische Filialkirche St. Lambert steht in Adling, einem Gemeindeteil von Glonn im oberbayerischen Landkreis Ebersberg. Das Bauwerk ist als Baudenkmal unter der Nr. D-1-75-121-12 eingetragen. Die Kirche, die dem Lantpert von Freising gewidmet ist, gehört zum Erzbistum München und Freising.

## Beschreibung
Die Saalkirche wurde um 1500 auf den Grundmauern eines Vorgängerbaus errichtet, der um 1200 entstanden war. Sie besteht aus einem Langhaus, einem quadratischen Chor im Osten, einer Sakristei an der Südwand des Chors und einem Kirchturm auf quadratischem Grundriss im Westen, der um 1700 mit zwei achteckigen Geschossen aufgestockt und mit einer Zwiebelhaube bedeckt wurde. 
Der Innenraum ist mit einem Netzgewölbe mit drei runden Schlusssteinen überspannt. Der Altar wird von den Statuen des Emmeram von Regensburg und der Barbara von Nikomedien flankiert.